# Cambridge (Massachusetts)
 Denne artikel omhandler byen Cambridge (Massachusetts). Der er også andre byer med dette navn, se Cambridge (flertydig).
Cambridge er en by med 118.403 (2020) indbyggere i Boston-området i den amerikanske delstat Massachusetts. Byen ligger vest for Charles River og har sit eget byråd og borgmester.
Cambridge er først og fremmest kendt for sine højere læreanstalter: Massachusetts Institute of Technology og Harvard University, to af de mest kendte og højest rangerende universiteter i USA, ligger begge i Cambridge.